# مامانو از قطار بنداز پایین
مامانو از قطار بنداز پایین (به انگلیسی: Throw Momma from the Train) فیلمی محصول سال ۱۹۸۷ و به کارگردانی دنی دویتو است. در این فیلم بازیگرانی همچون دنی دویتو، بیلی کریستال، ان رمزی، کیم گرایست، کیت مولگرو، راب راینر، بروس کیربی، اپرا وینفری ایفای نقش کرده‌اند.